# Associazione Sportiva Ischia Isolaverde 1988-1989
Questa voce raccoglie le informazioni riguardanti l'Ischia Isolaverde nelle competizioni ufficiali della stagione 1988-1989.

## Stagione
Nel 1988-1989 l'Ischia Isolaverde prese parte al suo secondo campionato di Serie C1, piazzandosi al 12º posto a pari punti con Francavilla, Monopoli e Campobasso, ottenendo la matematica salvezza solo all'ultima giornata grazie alla vittoria di Brindisi (1-0 con rete di Salvatore Buoncammino) che le permise di mantenere la categoria grazie alla classifica avulsa.

## Divise e sponsor
Lo sponsor tecnico per la stagione 1988-1989 è Devis, mentre lo sponsor ufficiale è Parmacotto

## Organigramma societario
Area direttiva
- Presidente: Roberto Fiore

Area organizzativa
Area tecnica
- Allenatore: Franco Villa, poi Gennaro Rambone

Area sanitaria
- Medici sociali:
- Massaggiatori:

## Rosa
| N. |                   | Ruolo | Calciatore                       |
| -- | ----------------- | ----- | -------------------------------- |
|    | Italia (bandiera) | P     | Antonio Efficie                  |
|    | Italia (bandiera) | P     | Giacomo Guida                    |
|    | Italia (bandiera) | D     | Emilio Affuso                    |
|    | Italia (bandiera) | D     | Angelo Cracchiolo                |
|    | Italia (bandiera) | D     | Viviano Guida                    |
|    | Italia (bandiera) | D     | Francesco Impagliazzo (capitano) |
|    | Italia (bandiera) | D     | Maurizio Longobardo              |
|    | Italia (bandiera) | D     | Vincenzo Pepe                    |
|    | Italia (bandiera) | D     | Andrea Veronici                  |
|    | Italia (bandiera) | C     | Renato Acone                     |
|    | Italia (bandiera) | C     | Leonardo Aloi                    |

| N. |                   | Ruolo | Calciatore            |
| -- | ----------------- | ----- | --------------------- |
|    | Italia (bandiera) | C     | Filippo Cuomo         |
|    | Italia (bandiera) | C     | Ercole Di Baia        |
|    | Italia (bandiera) | C     | Vincenzo Fusco        |
|    | Italia (bandiera) | C     | Maurizio Gilardi      |
|    | Italia (bandiera) | C     | Giovanni Martusciello |
|    | Italia (bandiera) | C     | Giuseppe Monti        |
|    | Italia (bandiera) | C     | Enrico Turcheschi     |
|    | Italia (bandiera) | A     | Salvatore Buoncammino |
|    | Italia (bandiera) | A     | Luca Gonano           |
|    | Italia (bandiera) | A     | Gaetano Musella       |
|    | Italia (bandiera) | A     | Davide Tappi          |

### Serie C1

#### Girone di andata
| Arbitro: | Forte |

|                      |           |  |
| Toti 27’ Di Baia 61’ | Marcatori |  |

| Arbitro: | Brasca (Busto Arsizio) |

|             |           |           |
| Gilardi 28’ | Marcatori | 27’ Bardi |

| Arbitro: | Rocchi |

|                                   |           |                             |
| Giua 31’ Perrotti 48’ (rig.), 84’ | Marcatori | 22’ Buoncammino 80’ Musella |

| Arbitro: | D'Ambrosio (Padova) |

|                             |           |                 |
| 9’ Fusco (aut.) Fratena 35’ | Marcatori | 57’ Buoncammino |

| Arbitro: | Ceccarelli |

|           |           |                                 |
| Tappi 26’ | Marcatori | 28’, 43’ Rambaudi 34’ Ravanelli |

| Arbitro: | Zebellin (Bassano del Grappa) |

|                       |           |           |
| 58’ Di Bartolomei (r) | Marcatori | 61’ Monti |

| Arbitro: | Cardona (Milano) |

|  |           |                      |
|  | Marcatori | 72’ Auteri 89’ Biffi |

| Arbitro: | Mantovani |

|                |           |                     |
| 52’ Troise (r) | Marcatori | 21’ Pancheri (aut.) |

| Arbitro: | Corbertaldo |

|                 |           |           |
| Gonano 53’, 90’ | Marcatori | 9’ Navone |

| Arbitro: | Brasca (Busto Arsizio) |

|          |           |                            |
| Rizzo 2’ | Marcatori | 33’ Impagliazzo 63’ Gonano |

| Arbitro: | Arcangeli (Terni) |

|                 |           |  |
| Impagliazzo 42’ | Marcatori |  |

| Arbitro: | Zucchini |

|          |           |                             |
| Moro 81’ | Marcatori | 15’ Impagliazzo 70’ Musella |

| Arbitro: | Baglieri (Lucca) |

|                  |           |              |
| Musella 79’, 90’ | Marcatori | 69’ Cancelli |

| Arbitro: | Mantovani |

|                  |           |             |
| 77’ Monti (aut.) | Marcatori | 12’ Musella |

| Ischia 18 dicembre 1988, ore 14:30 CEST 15ª giornata | Ischia Isolaverde | 0 – 0 | Cagliari | Stadio Vincenzo Mazzella\| Arbitro: \| Mughetti (Cesena) \| |
| Arbitro:                                             | Mughetti (Cesena) |       |          |                                                             |

| Arbitro: | Pellegrino (Barcellona Pozzo di Gotto) |

|               |           |  |
| Cristiano 10’ | Marcatori |  |

| Arbitro: | De Angelis (Civitavecchia) |

|         |           |                  |
| Aloi 9’ | Marcatori | 57’ Monti (aut.) |

#### Girone di ritorno
| Arbitro: | Chiesa |

|                                   |           |  |
| Cracchiolo 9’, 37’ 90’ Gonano (r) | Marcatori |  |

| Arbitro: | Brignoccoli (Ancona) |

|                                                 |           |  |
| Zola 49’, 89’ 57’ Bardi, 60’ Di Rosa, Ennas 65’ | Marcatori |  |

| Arbitro: | Zebellin (Bassano del Grappa) |

|                           |           |          |
| Impagliazzo 5’ Gonano 21’ | Marcatori | 70’ Giua |

| Ischia 12 febbraio 1989, ore 14:30 CEST 4ª giornata | Ischia Isolaverde   | 0 – 0 | Foggia | Stadio Vincenzo Mazzella\| Arbitro: \| Scaramuzza (Mestre) \| |
| Arbitro:                                            | Scaramuzza (Mestre) |       |        |                                                               |

| Arbitro: | Rossi (Ciampino) |

|                                      |           |                 |
| Ferri 13’ Ravanelli, 86’ Manfrin 60’ | Marcatori | 69’ Buoncammino |

| Arbitro: | Girotti (Roma) |

|           |           |                                                                              |
| Gonano 6’ | Marcatori | 18’ Di Bartolomei 29’ Sacchetti, 53’ Dalla Costa, 84’ Zennaro, 87’ Incarbona |

| Arbitro: | Casoli (Reggio Emilia) |

|                                            |           |             |
| Auteri 26’ Biffi, 81’, 86’ Bucciarelli 39’ | Marcatori | 30’ Musella |

| Arbitro: | Bazzoli (Merano) |

|            |           |  |
| Musella 9’ | Marcatori |  |

| Arbitro: | Lombardi |

|            |           |  |
| Limetti 9’ | Marcatori |  |

| Arbitro: | Braschi (Prato) |

|  |           |                         |
|  | Marcatori | 55’ Sopranzi 67’ Meluso |

| Arbitro: | Conocchiari (Macerata) |

|             |           |           |
| Polenta 40’ | Marcatori | 23’ Tappi |

| Ischia 23 aprile 1989, ore 16:00 CEST 12ª giornata | Ischia Isolaverde | 0 – 0 | Campobasso | Stadio Vincenzo Mazzella\| Arbitro: \| Dinelli (Lucca) \| |
| Arbitro:                                           | Dinelli (Lucca)   |       |            |                                                           |

| Arbitro: | Gazzetta |

|                           |           |  |
| 74’ Prima (r) Praticò 87’ | Marcatori |  |

| Arbitro: | Marchi (Ivrea) |

|                                |           |  |
| Longobardo 20’ Buoncammino 23’ | Marcatori |  |

| Arbitro: | Tommasi |

|           |           |  |
| Pulga 35’ | Marcatori |  |

| Arbitro: | Bizzarri |

|                                              |           |               |
| Musella 25’ (rig.), 50’, 79’ Buoncammino 54’ | Marcatori | 22’ Artistico |

| Arbitro: | Cinciripini (Ascoli Piceno) |

|  |           |                 |
|  | Marcatori | 13’ Buoncammino |

## Statistiche
Statistiche aggiornate al 25 ottobre 2011

### Statistiche di squadra
| Competizione | Punti | In casa | In casa | In casa | In casa | In casa | In casa | In trasferta | In trasferta | In trasferta | In trasferta | In trasferta | In trasferta | Totale | Totale | Totale | Totale | Totale | Totale | DR  |
| Competizione | Punti | G       | V       | N       | P       | Gf      | Gs      | G            | V            | N            | P            | Gf           | Gs           | G      | V      | N      | P      | Gf     | Gs     | DR  |
| ------------ | ----- | ------- | ------- | ------- | ------- | ------- | ------- | ------------ | ------------ | ------------ | ------------ | ------------ | ------------ | ------ | ------ | ------ | ------ | ------ | ------ | --- |
| Serie C2     | 31    | 17      | 8       | 5       | 4       | 21      | 18      | 17           | 3            | 4            | 10           | 14           | 30           | 34     | 11     | 9      | 14     | 35     | 48     | -13 |
| Coppa Italia | -     | -       | -       | -       | -       | -       | -       | -            | -            | -            | -            | -            | -            | -      | -      | -      | -      | -      | -      | -   |
| Totale       | -     | -       | -       | -       | -       | -       | -       | -            | -            | -            | -            | -            | -            | -      | -      | -      | -      | -      | -      | -   |

### Statistiche dei giocatori
| Giocatore       | Serie C1 | Serie C1 | Coppa Italia | Coppa Italia | Altro    | Altro | Totale   | Totale |
| Giocatore       | Presenze | Reti     | Presenze     | Reti         | Presenze | Reti  | Presenze | Reti   |
| --------------- | -------- | -------- | ------------ | ------------ | -------- | ----- | -------- | ------ |
| R. Acone        | 12       | 0        | -            | -            | -        | -     | 12       | 0      |
| L. Aloi         | 29       | 1        | -            | -            | -        | -     | 29       | 1      |
| E. Affuso       | 25       | 0        | -            | -            | -        | -     | 25       | 0      |
| V. Fusco        | 27       | 0        | -            | -            | -        | -     | 27       | 0      |
| S. Buoncammino  | 27       | 6        | -            | -            | -        | -     | 27       | 6      |
| M. Gilardi      | 14       | 1        | -            | -            | -        | -     | 14       | 1      |
| L. Gonano       | 26       | 6        | -            | -            | -        | -     | 26       | 6      |
| V. Guida        | 19       | 0        | -            | -            | -        | -     | 19       | 0      |
| F. Impagliazzo  | 30       | 4        | -            | -            | -        | -     | 30       | 4      |
| M. Longobardo   | 14       | 1        | -            | -            | -        | -     | 14       | 1      |
| G. Martusciello | 6        | 0        | -            | -            | -        | -     | 6        | 0      |
| G. Monti        | 23       | 1        | -            | -            | -        | -     | 23       | 1      |
| G. Musella      | 32       | 10       | -            | -            | -        | -     | 32       | 10     |
| V. Pepe         | 31       | 0        | -            | -            | -        | -     | 31       | 0      |
| D. Tappi        | 15       | 2        | -            | -            | -        | -     | 15       | 2      |
| E. Turcheschi   | 2        | 0        | -            | -            | -        | -     | 2        | 0      |
| A. Veronici     | 32       | 0        | -            | -            | -        | -     | 32       | 0      |